# Snide
Snide románul: Snide, falu Romániában, Erdélyben, Fehér megyében.

## Fekvése
Biharia mellett fekvő település.

## Története
Snide korábban Biharia része volt. 1956 körül vált külön településsé 175 lakossal.
1966-ban 337, 1977-ben 214, 1992-ben 120, a 2002-es népszámláláskor 96 román lakosa volt.